# Екстрасенс
Екстрасенсът (на латински: extra – „извън“, „извънреден“ и sensus – „усещане“) е термин за характеризиране възможностите на човек, който твърди, че благодарение на силното си биополе и на свръхестествените си възможности демонстрира изкуство да лекува, да влияе на психиката, да предсказва и гадае.